# Scott Flinders
Scott Liam Flinders, född 12 juni 1986 i Rotherham, är en engelsk fotbollsmålvakt. Han spelar för Mansfield Town i EFL League Two sedan 2022. Han har också spelat i Englands landslag för spelare under 20 år.